# إيرل جونسون (لاعب كرة قاعدة)
إيرل جونسون (بالإنجليزية: Earl Johnson) هو لاعب كرة قاعدة أمريكي، ولد في 2 أبريل 1919 في ريدموند في الولايات المتحدة، وتوفي في 4 ديسمبر 1994 في سياتل في الولايات المتحدة.

## وصلات خارجية
- إيرل جونسون على موقع دوري كرة القاعدة الرئيسي (الإنجليزية)
- إيرل جونسون على موقعبيزبول رفرنس.كوم (الدوري الرئيسي) (الإنجليزية)
- إيرل جونسون على موقع مشجعي الرسوم البيانية (الإنجليزية)